# 日中線
日中線（日语：／ Nitchū sen */?）曾經是一條連結日本福島縣喜多方市的喜多方站至耶麻郡熱鹽加納村（現時的喜多方市）的熱鹽站，屬於日本國有鐵道（國鐵）的鐵路線（地方交通線）。1980年（昭和55年）根據國鐵再建法施行，獲指定為第1次特定地方交通線，1984年（昭和59年）4月1日全線廢除。
另外，路線名來自終點熱鹽站北方的日中溫泉。

## 路線資料（廢除時）
- 管轄：日本國有鐵道
- 路段（營業距離）：喜多方站－熱鹽站間 11.6公里
- 軌距：1067毫米
- 站數：5個（包括起點站）
- 複線路段：沒有（全線單線）
- 電氣化方式：沒有（全線非電氣化（日语：非電化））

## 运行形态
在日中线开业时，每日曾开行6对列车，于1950年代缩减至5对。而在1958年（昭和33年）10月的改點中，则改为早间1对、傍晚1对和夜间1对，共计削减了3对列车，而日中则无列车运行。这一运行形态最终延续至废除时。此外，在货物运营废除之前，货物列车曾以同旅客列车一同牵引的混合列车形式运行。
日中线开业时，热盐站采用转车盘转换蒸汽机车的方向，因其所需距离断、速度慢等原因，即使机车倒行，故障亦鲜有发生。然而，该设施因侵华战争爆发的影响而停止使用。运营末期，运行形态则为早晨的上行列车（热盐站发至喜多方站）的机车逆向牵引，午后的下行列车（喜多方站发至热盐站）逆向牵引的不规则运行。

## 历史
日中线原本同日光線、野岩線、會津線作为纵贯东北地方南部的野岩羽线的一部分，被列入改正铁道敷设法别表第26号“山形縣米澤至福島縣喜多方。
1938年（昭和13年），该线的福島縣一侧率先开通。由于该线属于典型的闲散地方线，直至废除时每日仅有3对客运列车停靠各站（早间1对，傍晚2对），因而被揶揄为“不在日中开行的日中线”、“不在日中发车的线路”，此外，该线路的运输密度为260人/日，主要由因通学而使用该线的当地高中生构成，而热盐温泉的住宿客人和疗养客人反而较少。一个典型的例子有：根据原武史的回忆，他在高二时，曾和2名同学一同于1980年2月26日在巡游地方线时乘坐了日中线。尽管车内挤满了当地的高中生，但他们几乎都在热盐站之前已经下车。
此外，货物运输方面，原本日中线同样担任运输热盐加纳村的与内畑矿山出产的石膏、加纳矿山出产的银、铜矿山，但随着两个矿山于1972年（昭和47年）关闭，货物收入同样减少。

### 年表
- 1938年（昭和13年）8月18日：喜多方站 - 热盐站 (11.6 km) 开业，全通[3]。新设会津村松站、上三宫站、会津加纳站、热盐站。当时每日运行6对列车[1]。
- 1957年（昭和32年）
  - 7月1日：会津加纳站 - 热盐站 (3.4km) 货物营业废除。
  - 9月1日：会津加纳站 - 热盐站货物营业再开。
- 1964年（昭和39年）4月1日：会津加纳站 - 热盐站货物营业再度废除[7]。
- 1974年（昭和49年）
  - 10月31日：蒸汽机车不再定期运行。
  - 11月3日 - 10日：SL告别列车于会津若松站 - 热盐站运行[注 3][注 4][注 5]。
- 1981年（昭和56年）9月18日：被指定为第1次特定地方交通線。
- 1983年（昭和58年）11月1日：喜多方站 - 会津加纳站 (8.2 km) 货物营业废除。
- 1984年（昭和59年）
  - 3月31日：“再见日中线号”以DE10+客车车厢4节+DE10编组，以动力集中式运行。
  - 4月1日：全线 (11.6km) 废除，转换至会津乘合自动车[8]。

## 車站列表
- 所有車站都位於福島縣。站名、所在地以廢除前為準。耶麻郡熱鹽加納村（日语：熱塩加納村）在2006年（平成18年）成為喜多方市。

| 中文站名 | 日文站名 | 英文站名 | 站間距離 | 營業距離 | 接續路線               | 所在地           |
| -------- | -------- | -------- | -------- | -------- | ---------------------- | ---------------- |
| 喜多方   |          |          | -        | 0.0      | 日本國有鐵道：磐越西線 | 喜多方市         |
| 會津村松 |          |          | 2.9      | 2.9      |                        | 喜多方市         |
| 上三宮   |          |          | 2.1      | 5.0      |                        | 喜多方市         |
| 會津加納 |          |          | 3.2      | 8.2      |                        | 耶麻郡熱鹽加納村 |
| 熱鹽     |          |          | 3.4      | 11.6     |                        | 耶麻郡熱鹽加納村 |

## 外部連結
- 日中線跡 （页面存档备份，存于） - 路線跡の散策レポート